# Vem dödade Palomino Molero?
Vem dödade Palomino Molero? (¿Quién mató a Palomino Molero?) är en roman av den peruanska författaren Mario Vargas Llosa. Den publicerades på originalspråk år 1986 och på svenska i översättning av Jens Nordenhök år 1989.

## Handling
Handlingen i boken börjar med att Palomino Molero hittas mördad. Molero är en ung rekryt vid en närliggande militärförläggning i norra Peru. Vargas Llosa använder sig i Vem dödade Palomino Molero? av mordromanens form för att utforska de mörkare sidorna av människan och korruption och klassfördomar i 1950-talets Peru.